# Стефания Туркевич-Лукянович
Стефания Туркевич-Лукянович (на украински: Стефанія Туркевич-Лукіянович) е украинска композиторка, пианистка и музиковед, призната за първата жена композитор в Украйна. Нейните творби са забранени в Украйна от Съветското управление.

## Биография
Стефания Туркевич-Лукянович е родена на 25 април 1898 г. в Лвов, Австро-Унгария. Дядото на Стефания (Лев Туркевич) и баща ѝ (Иван Туркевич) са свещеници. Майка ѝ София Кормошив (Кормошів) е пианистка, която е учила при Карол Микули и Вилем Курц. Придружава Соломия Крушелницка.:с. 7 Цялото ѝ семейство са музиканти и всички свирят на инструменти. Стефания свири на пиано, арфа и хармоника. По-късно композиторът си спомни детството и любовта си към музиката:

В центъра на всичко беше майка ми, която свиреше прекрасно на пиано. Като дете много обичах да слушам нейното свирене. След това създадохме салонен оркестър в къщи. Свирехме така: баща ми на бас ..., майка ми на пиано, (Льоньо) Лионьо на виолончело, аз на хармониум, (Марійка і Зенко) Марика и Зенко ... на цигулки. Баща ми създаде и семеен хор. Това бяха първите ни стъпки в света на музиката. Татко никога не е пестил пари и не се е оправдавал, що се отнася до музикалния ни живот.:с. 23

Стефания започва обучението си по музика при Васил Барвински. От 1914 до 1916 г. учи във Виена като пианист с Вилем Курц. След Първата световна война учи при Адолф Чибински в Университета в Лвов, като същевременно посещава лекциите му по теория на музиката в Лвовската консерватория.:с. 10
През 1919 г. тя пише първата си музикална творба, „Литургію“, която е изпълнявана няколко пъти в катедралата „Свети Георги“ в Лвов.
През 1921 г. се обучава при Гуидо Адлер във Виенския университет, както и при Йозеф Маркс в Университета за музика и сценични изкуства във Виена. Завършва обученията си през 1923 г., като получава учителска диплома.
През 1925 г. тя се омъжва за Робърт Лисовски и пътува с него до Берлин, където живее от 1927 до 1930 г. и учи при Арнолд Шьонберг и Франц Шрекер.:с. 14 През 1927 г. се ражда дъщеря ѝ Зоя.
През 1930 г. тя пътува до Прага, Чехословакия, където учи при Зденек Нейдели в Карловския университет, и с Отакар Шин в Консерваторията в Прага. Учи и композиция при Витезслав Новак в музикалната академия. През есента на 1933 г. тя преподава пиано и става корепетитор в Консерваторията в Прага. През 1934 г. защитава докторска степен с дисертация на тема украинския фолклор в руските опери.:с. 15 Получава докторската си степен по музикознание през 1934 г. от Украинския свободен университет в Прага. Тя става първата жена от Галиция (тогава част от Полша), получила докторска степен.
Връща се в Лвов през 1934 г. До началото на Втората световна война работи като преподавател по музикална теория и пиано в Лвовската консерватория, и става член на Съюза на украинските професионални музиканти. 
През есента на 1939 г., след съветската окупация на Западна Украйна, Стефания работи като учител и концертмайстор в Лвовската опера, а от 1940 до 1941 г. е доцент в Лвовската консерватория. След затварянето на консерваторията тя продължава да преподава в Държавното музикално училище. През пролетта на 1944 г. тя заминава за Виена. Бягайки от Съветския съюз, през 1946 г. тя се премества в Южна Австрия, а оттам – в Италия, където среща втория си съпруг, Нарциз Лукянович – лекар към британското командване.
През есента на 1946 г. Стефания се премества в Обединеното кралство и живее в Брайтън (1947 – 1951), Лондон (1951 – 1952), Бароу Гърни (близо до Бристол) (1952 – 1962), Белфаст (Северна Ирландия) (1962 – 1973) и Кеймбридж (от 1973 г.).
В края на 40-те години тя се връща към композирането. От време на време отново се изявява като пианистка, по-специално през 1957 г. в поредица от концерти в украински общности в Англия и през 1959 г. на концерт за пиано музика в Бристол. Била е член на Британското общество на жените-композитори и музиканти (съществувало до 1972 г.).
Нейната опера „Сърцето на Оксана“ е представена в Уинипег (Канада) през 1970 г. в Концертна зала Centennial, под художественото ръководство на сестра ѝ Ирена Туркевич-Мартинец.
Нейните композиции са модерни, но припомнят украински народни песни, когато не са експресионистични. Тя продължава да композира през 70-те години.
Стефания Туркевич-Лукянович умира на 8 април 1977 г. в Кеймбридж, Великобритания

## Композиции

### Симфонични произведения
- Симфонія бр. 1 – Симфония № 1 – 1937
- Симфонія бр. 2 (а) – Симфония № 2 (а) – 1952 г.
- Симфонія бр. 2 (b) (2-гий вариант) – Симфония № 2 (b) (2-ра версия)
- Симфонієта – Симфониета – 1956
- Три Симфонічни Ескизи – Три симфонични скици – 3-та травня, 1975
- Симфонична поема – Симфонична поема „La Vita“
- Космическа симфония – 1972 г.
- Суіта за подвійного струнно оркестру – Сюита за двустранен струнен оркестър
- Фантазия за двустранен струнен оркестър

### Балети
- Руки – Момичето с изсъхналите ръце – Бристол, 1957
- Перли – Колието
- Весна (Дитячий балет) – Пролет – (Детски балет) 1934 – 1935
- Мавка (а) – Мавка – ‘Горската нимфа’ – 1964 – 67 – Белфаст
- Мавка (б) – Мавка – ‘Горската нимфа’ – 1964 – 67 – Белфаст
- Страхопуд – Плашило – 1976 г.

### Опери
- Мавка – Mavka – (недовършена) на база на горската песен от Леся Украинка

### Детски опери
- „Цар Ох“ или Серце Оксани – Цар Ох или Сърцето на Оксана – 1960
- „Куць“ – Младият дявол
- „Яринний градчик“ – Зеленчуков парцел (1969)

### Хорови произведения
- Литургія 1919
- Псалом към Шептицкий (Псалом Шептицькому)
- До Бою
- Триптих
- Колискова (А-а, котика нема;) 1946

### Камерно–инструментални произведения
- Соната за цигулка и пиано (1935)
- (а) Cтрунен квартет (1960 – 1970)
- (б) Cтрунен квартет (1960 – 1970)
- Трио за цигулка, виола и виолончело (1960 – 1970)
- Квинтет за две цигулки, алта, виолончело, пиано 1960 – 1970 – Пиано квинтет
- Тріо для флейти, кларнету, фагота 1972 – Вятърно трио

### Клавирни произведения
- Варіації на Українську тему 1932 – Вариации на украинска тема
- Фантазия: Суїта фортепянна на украински теми – Фантазия: Сюита за пиано на украински теми 1940
- Импромпту – Експромт 1962
- Гротеск – Гротеска 1964
- Гірська сюїта – Mountain Suite 1966 – 1968
- Цикл п’єс за деца – Цикъл на парчета за деца 1936 – 1946
- Українські коляди та щедрівки – украински коледни песни и Щедривка
- Вистку голосить – Добри вести
- Коледа с Арлекин 1971

### Разни
- Серце – Сърце – Соло глас с оркестър
- Лорелеї – Лорелей – Разказвач, хармоний и пиано 1919 – думи на Леся Украинка
- май – май – 1912 г.
- Тема народна песен – Фолклорни песни
- На Майдані – Площад на независимостта – пиано
- Не пиду до леса с конечкамі – Лемківська пісня – Лемки песен за глас и струни